# Stazione di Kanayagawa
La stazione di Kanayagawa (金谷川駅?, Kanayagawa-eki) è una stazione ferroviaria situata della città di Fukushima, nella prefettura omonima, ed è servita dalla linea principale Tōhoku regionale della JR East.

## Servizi ferroviari
East Japan Railway Company
■ Linea principale Tōhoku (servizi regionali)

## Struttura
La stazione è dotata di un marciapiede a isola con due binari passanti in superficie, collegati da un sovrappassaggio. Supporta la bigliettazione elettronica Suica.
| 1   | ■ Linea principale Tōhoku | per Fukushima, Shiroishi e Sendai |
| 2-3 | ■ Linea principale Tōhoku | per Kōriyama, Shirakawa e Kuroiso |

## Stazioni adiacenti
| «                       | Servizio                | »                       |
| Linea principale Tōhoku | Linea principale Tōhoku | Linea principale Tōhoku |
| ----------------------- | ----------------------- | ----------------------- |
| Matsukawa               | -                       | Minami-Fukushima        |